# Wyrobiska eksploatacyjne
Wyrobiska eksploatacyjne – wyrobiska górnicze, z których bezpośrednio wydobywa się złoże. Wykonuje się je w złożu wzdłuż jego rozciągłości i upadu. Są to tzw. przecinki lub rozcinki ścianowe (tzw. ściany).
Poprzedzają je wyrobiska korytarzowe lub otwory badawcze.